# Spodnja Senica
Spodnja Senica is een plaats in Slovenië en maakt deel uit van de gemeente Medvode in de NUTS-3-regio Osrednjeslovenska. De plaats telde 391 inwoners op 1 januari 2020.